# 建部知弘
建部 知弘（たてべ ともひろ、1957年4月15日 - ）は、日本の作曲家、編曲家、吹奏楽指導者。

## 人物・来歴
1957年、新潟県糸魚川市生まれ。糸魚川市立糸魚川中学校、新潟県立糸魚川高等学校を経て、駒澤大学文学部国文学科卒業。神奈川県相模原市在住。
在学中、サクソフォーンを冨岡和男、作曲・編曲を岩井直溥と上埜孝に師事。
吹奏楽のための作編曲、管楽器のための室内楽作品を発表し、吹奏楽指導者として活動する。
1989年の第44回国民体育大会（北海道はまなす国体）、2009年の第64回国民体育大会（トキめき新潟国体）に式典音楽参加。
2002年より、盛岡吹奏楽団音楽監督。また、富山大学吹奏楽団、糸魚川吹奏楽団でも音楽監督も務め、新潟県警察音楽隊講師でもある。
“21世紀の吹奏楽” 会員。
指導員としても幅広く活動している。

## 主要作品

### 作曲
- コンサート・マーチ「テイク・オフ」（補作：藤田玄播、1986年度全日本吹奏楽コンクール課題曲D）
- コンサート・マーチ「テイク・オフⅡ」（コンサート・マーチ「テイク・オフ」の改訂新版）
- ブレス・オブ・ガイア
- ハートビート・オブ・ザ・ジェオ
- 金管八重奏のための「晴れた日は恋人と市場へ！」（玉川学園中学部吹奏楽部委嘱作品）
- ウインド・アンサンブルのための五章「ケンタウル祭の夜に…」～宮澤賢治「銀河鉄道の夜」によせて～[I.午後の授業、II.ジョバンニ、III.カンパネルラ（レクイエム）、IV.“ケンタウルス、露を降らせ！”、V.星めぐりの歌]（第8回「響宴」参加[7][8]）
- トロンボーン四重奏のための五章｢ケンタウル祭の夜に…｣～宮澤賢治｢銀河鉄道の夜｣によせて～（東京トロンボーン四重奏団委嘱作品）
- "Catch the Sunshine!" for Band（第17回「響宴」参加[9][8]）
- 祝典前奏曲（糸魚川吹奏楽団委嘱作品、第3回「響宴」参加[10][11][8]）
- 祝典のための音楽（富山県立富山商業高等学校創立100周年記念委嘱作品、第2回「響宴」参加[12][13][8]）
- In the Groove!（第5回21世紀の吹奏楽"響宴"委嘱作品[14][8]）
- 蒼（あお）き景（ひかり）の彼方に（中部航空音楽隊委嘱作品、第14回「響宴」参加[15][8]）
- 瞬間（とき）の記憶～ウインド・オーケストラのために～（龍谷大学吹奏楽部委嘱作品、第3回「響宴」参加[16][17][8]）
- 間奏曲 11/09/01（新潟ウインドオーケストラ創立15周年記念委嘱作品、第6回「響宴」参加[18][19][8]）
- ダンス・セレブレーション（糸魚川吹奏楽団創立25周年記念委嘱作品、第4回「響宴」参加[20][21][8]）
- 吹奏楽のための断章「空と海の間で」（盛岡吹奏楽団創立50周年記念委嘱作品）
- 故郷（ふるさと）へ～その若葉のころ～（相模原市民吹奏楽団第30回記念グリーンコンサート委嘱作品）
- Fanfare ～Procession and Celebration for Wind Orchestra～（富山大学吹奏楽団第30回記念定期演奏会委嘱作品）
- 吹奏楽のための交響前奏曲「あの峰の彼方には」（富山大学吹奏楽団第35回記念定期演奏会委嘱作品）
- Overture to New Era ～新しい時代への序曲～（富山大学吹奏楽団第40回記念定期演奏会委嘱作品）

### 編曲
- ケルト民謡による組曲第1番
- ケルト民謡による組曲第2番「オキャロランの花束」
- 交響管弦楽のための音楽
- リバーダンス
- 歌劇「ポーギーとベス」セレクション
- フォスター・ギャラリー
- スーザマーチメドレー